# Filtro de arena

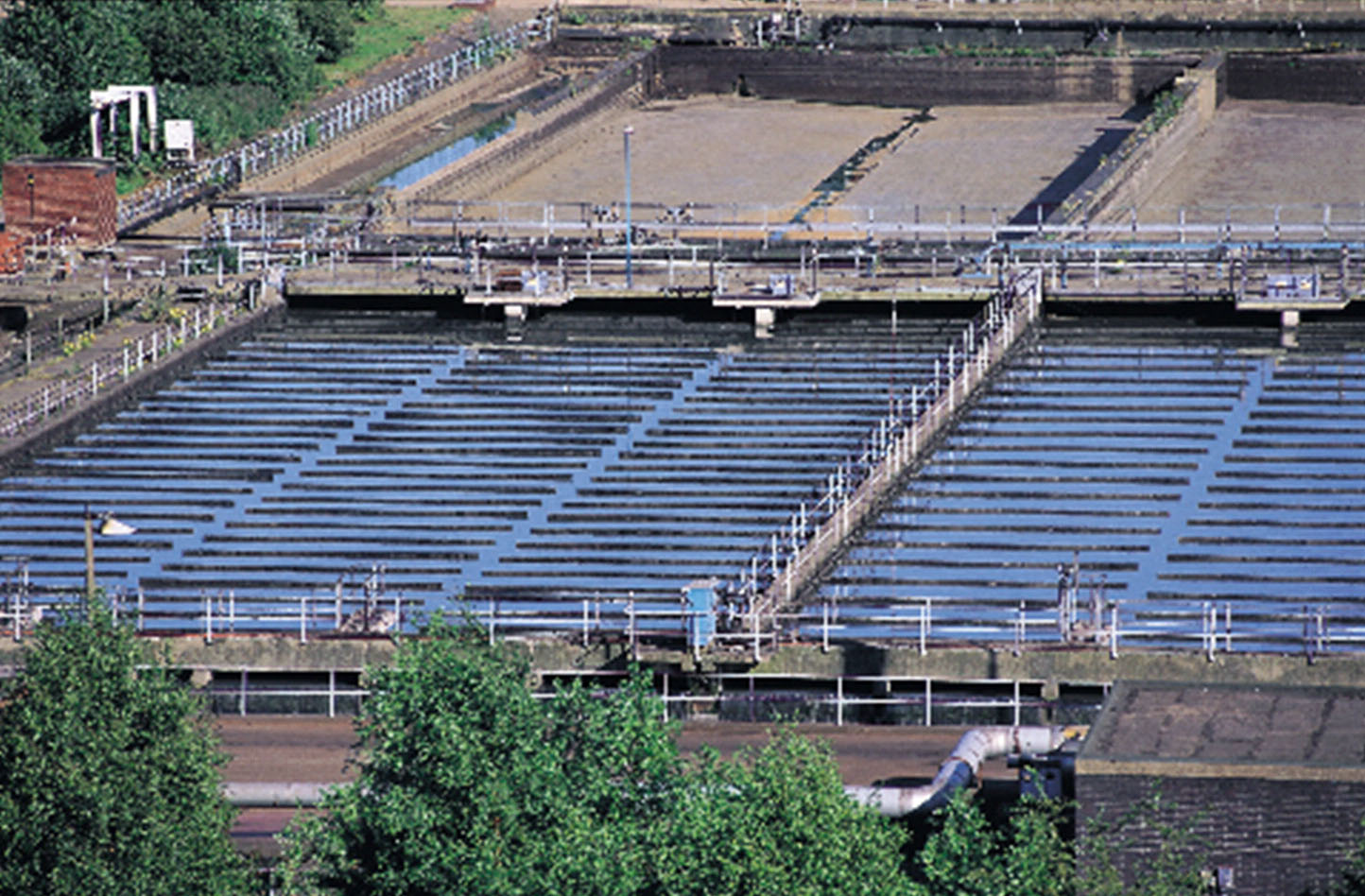
Filtro de arena utilizado para el tratamiento de agua

Los filtros de arena se utilizan como un paso en el proceso de tratamiento del agua para su purificación.
Hay tres tipos principales: filtros de arena rápidos (por gravedad), filtros de arena de flujo ascendente y filtros de arena lentos. Los tres métodos se utilizan ampliamente en la industria del agua en todo el mundo. Los dos primeros requieren el uso de productos químicos floculantes para funcionar eficazmente, mientras que los filtros de arena lentos pueden producir agua de muy alta calidad con una eliminación de patógenos del 90% al >99% (dependiendo de las cepas), sabor y olor sin necesidad de ayudas químicas. Los filtros de arena, además de utilizarse en las plantas de tratamiento de agua, pueden emplearse para la purificación del agua en los hogares, ya que utilizan materiales que están al alcance de la mayoría de la gente.

## Historia
La historia de las técnicas de separación se remonta a tiempos muy lejanos, ya que los materiales filtrantes ya se utilizaban en la antigüedad. Los juncos y las plantas genistas se utilizaban para llenar recipientes de tamizado que separaban los materiales sólidos y líquidos. Los egipcios también utilizaban recipientes de arcilla porosa para filtrar el agua potable, el vino y otros líquidos.

## Concepto de filtración en lecho de arena

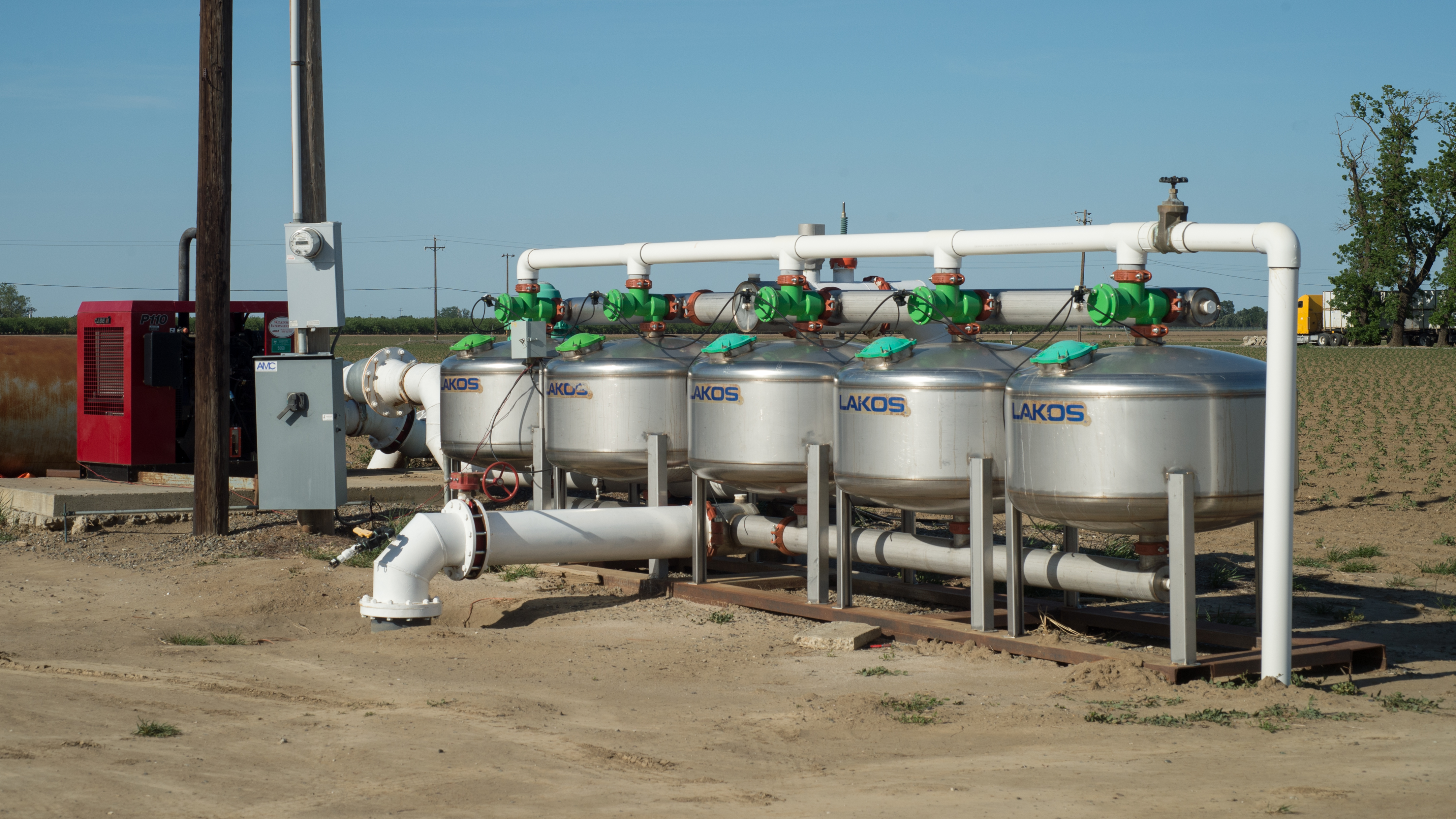
Filtros de arena en una explotación de tomates en California

Un filtro de lecho de arena es una especie de filtro de profundidad. En términos generales, existen dos tipos de filtros para separar partículas sólidas de fluidos:
- Filtros de superficie, en los que las partículas se capturan en una superficie permeable.
- Filtros de profundidad, en los que las partículas se capturan dentro de un cuerpo poroso de material.[4]

Además, existen dispositivos pasivos y activos para provocar la separación sólido-líquido, como tanques de sedimentación, filtros de malla autolimpiables, hidrociclones y centrifugadoras
Hay varios tipos de filtros de profundidad, algunos con material fibroso y otros con material granular. Los filtros de lecho de arena son un ejemplo de filtro de profundidad de material granular suelto. Suelen utilizarse para separar pequeñas cantidades (<10 partes por millón o <10 g por metro cúbico) de sólidos finos (<100 micrómetros) de soluciones acuosas. : 302–303 Además, suelen utilizarse para purificar el fluido más que para capturar los sólidos como material valioso. Por ello, encuentran la mayoría de sus usos en el tratamiento de efluentes líquidos (aguas residuales).

### Mecanismos de captura de partículas sólidas
Los filtros de lecho de arena funcionan proporcionando a las partículas sólidas muchas oportunidades de ser capturadas en la superficie de un grano de arena. A medida que el fluido fluye a través de la arena porosa por un recorrido tortuoso, las partículas se acercan a los granos de arena. Pueden ser capturadas por uno de varios mecanismos:
- Colisión directa
- Atracción por la fuerza de Van der Waals o de London
- Atracción por carga superficial
- Difusión[4]

Además, se puede evitar que las partículas sólidas sean capturadas por la repulsión de la carga superficial si la carga superficial de la arena es del mismo signo (positivo o negativo) que la de las partículas sólidas. Además, es posible desalojar las partículas capturadas, aunque pueden volver a ser capturadas a mayor profundidad dentro del lecho. Por último, un grano de arena que ya está contaminado con sólidos particulados puede volverse más atractivo o repeler los sólidos particulados de adición. Esto puede ocurrir si al adherirse al grano de arena la partícula pierde carga superficial y se vuelve atractiva para las partículas adicionales o lo contrario y se mantiene la carga superficial repeliendo más partículas del grano de arena.
En algunas aplicaciones, es necesario pretratar el efluente que fluye hacia un lecho de arena para garantizar que se puedan capturar las partículas sólidas. Esto se puede lograr mediante uno de varios métodos:
- Ajuste de la carga superficial de las partículas y de la arena mediante la modificación del pH
- Coagulación: adición de pequeños cationes altamente cargados (normalmente se utiliza aluminio 3+ o calcio 2+)
- Floculación: adición de pequeñas cantidades de cadenas de polímeros cargados que forman un puente entre las partículas sólidas (haciéndolas más grandes) o entre las partículas sólidas y la arena.

### Regímenes de funcionamiento
Pueden funcionar con fluidos ascendentes o descendentes, siendo estos últimos mucho más habituales. En el caso de los dispositivos de flujo descendente, el fluido puede fluir a presión o sólo por gravedad. Los filtros de lecho de arena a presión suelen utilizarse en aplicaciones industriales y suelen denominarse filtros de lecho de arena rápidos. Las unidades alimentadas por gravedad se utilizan en la purificación del agua, especialmente del agua potable, y estos filtros han encontrado un amplio uso en los países en desarrollo (filtros de arena lentos).
En general, hay varias categorías de filtros de lecho de arena:
- filtros de arena rápidos (por gravedad)
- filtros de arena rápidos (de presión)
- filtros de arena de flujo ascendente
- filtros de arena lentos

El esquema ilustra la estructura general de un filtro de arena de presión rápido. La arena del filtro ocupa la mayor parte del espacio de la cámara. Se asienta sobre un suelo de boquillas o sobre un sistema de drenaje que permite la salida del agua filtrada. El agua bruta pretratada entra en la cámara de filtrado por la parte superior, fluye a través del medio filtrante y el efluente se drena a través del sistema de drenaje en la parte inferior. Las grandes plantas de proceso tienen también un sistema implementado para distribuir uniformemente el agua bruta al filtro. Además, suele incluirse un sistema de distribución que controla el flujo de aire. Este sistema permite una distribución constante del aire y del agua y evita caudales de agua demasiado elevados en zonas específicas. Una distribución típica de los granos sale debido al retrolavado frecuente. Los granos de menor diámetro predominan en la parte superior de la capa de arena, mientras que los granos gruesos dominan en las partes inferiores.
Dos procesos que influyen en la funcionalidad de un filtro son la maduración y la regeneración.
Al principio de un nuevo funcionamiento del filtro, la eficacia del filtro aumenta simultáneamente con el número de partículas capturadas en el medio. Este proceso se denomina maduración del filtro. Durante la maduración del filtro, el efluente puede no cumplir con los criterios de calidad y debe ser reinyectado en pasos anteriores de la planta. Los métodos de regeneración permiten la reutilización del medio filtrante. Se eliminan los sólidos acumulados en el lecho filtrante. Durante el retrolavado, el agua (y el aire) se bombea hacia atrás a través del sistema de filtrado. El agua de retrolavado puede ser parcialmente reinyectada delante del proceso de filtrado y las aguas residuales generadas deben ser desechadas. El tiempo de retrolavado viene determinado por el valor de turbidez detrás del filtro, que no debe superar un umbral establecido, o por la pérdida de carga a través del medio filtrante, que tampoco debe superar un valor determinado.

#### Diseño de filtro de lecho de arena de presión rápida

Filtro de presión rápida 1=agua bruta, 2=agua filtrada, 3=depósito, 4=agua de lavado de entrada, 5=agua de lavado de salida, 6=línea de retracción, 7=aire de barrido, 8=inyector, 9=capa de soporte, 10=arena de filtrado, 11=embudo de lavado, 12=ventilación

Los granos de arena más pequeños proporcionan más superficie y, por tanto, una mayor descontaminación del agua de entrada, pero también requieren más energía de bombeo para impulsar el fluido a través del lecho. Un compromiso es que la mayoría de los filtros de lecho de arena de presión rápida utilizan granos en el rango de 0,6 a 1,2 mm, aunque para aplicaciones especializadas pueden especificarse otros tamaños. Las partículas de alimentación más grandes (>100 micrómetros) tenderán a bloquear los poros del lecho y lo convertirán en un filtro de superficie que se ciega rápidamente. Se pueden utilizar granos de arena más grandes para superar este problema, pero si hay cantidades significativas de sólidos grandes en la alimentación, deben eliminarse antes del filtro de lecho de arena mediante un proceso como la decantación: 302-303 
Se recomienda que la profundidad del lecho de arena sea de unos 0,6-1,8 m, independientemente de la aplicación. Esto está relacionado con el rendimiento máximo que se comenta a continuación. : 302–303 
Las orientaciones sobre el diseño de los filtros de lecho de arena rápidos sugieren que deben funcionar con un caudal máximo de 9 m3/m2/hora. A partir del caudal necesario y del flujo máximo, se puede calcular la superficie necesaria del lecho.
El último punto clave del diseño es asegurarse de que el fluido se distribuya correctamente por el lecho y que no haya caminos preferentes para el fluido en los que la arena pueda ser arrastrada y el filtro se vea comprometido.
Los filtros de lecho de arena de presión rápida suelen funcionar con una presión de alimentación de 2 a 5 bar(a) (28 a 70 psi(a)). La caída de presión a través de un lecho de arena limpio suele ser muy baja. Aumenta a medida que se capturan las partículas sólidas en el lecho. Las partículas sólidas no se capturan de manera uniforme con la profundidad, sino que se capturan más en la parte superior del lecho y el gradiente de concentración decae exponencialmente. : 302–303 
Este tipo de filtro captura partículas hasta tamaños muy pequeños y no tiene un tamaño de corte real por debajo del cual las partículas siempre pasan. La forma de la curva de eficiencia del tamaño de las partículas del filtro es una forma de U con altas tasas de captura de partículas para las partículas más pequeñas y más grandes con una caída en el medio para las partículas de tamaño medio.
La acumulación de partículas sólidas provoca un aumento de la presión perdida a través del lecho para un caudal determinado. En un lecho alimentado por gravedad, cuando la presión disponible es constante, el caudal disminuye. Cuando la pérdida de presión o el caudal son inaceptables y el filtro deja de funcionar eficazmente, el lecho se lava a contracorriente para eliminar las partículas acumuladas. En el caso de un filtro de lecho de arena rápido presurizado, esto ocurre cuando la pérdida de presión es de unos 0,5 bares. El fluido de retrolavado se bombea hacia atrás a través del lecho hasta que se fluidifica y se expande hasta un 30% (los granos de arena empiezan a mezclarse y, al frotarse, expulsan las partículas sólidas). Las partículas sólidas más pequeñas se eliminan con el fluido de retrolavado y se capturan normalmente en un tanque de sedimentación. El flujo de fluido requerido para fluidizar el lecho es típicamente de 3 a 10 m3/m2/hr pero no se ejecuta por mucho tiempo (unos pocos minutos).: 224-235 Se pueden perder pequeñas cantidades de arena en el proceso de retrolavado y puede ser necesario rellenar el lecho periódicamente.

#### Diseño de filtro de arena lento
Como indica el título, la velocidad de filtración se modifica en el filtro de arena lento, sin embargo, la mayor diferencia entre el filtro de arena lento y el rápido, es que la capa superior de arena es biológicamente activa, ya que se introducen comunidades microbianas en el sistema. La profundidad recomendada y habitual del filtro es de 0,9 a 1,5 metros. La capa microbiana se forma en un plazo de 10 a 20 días desde el inicio de la operación. Durante el proceso de filtración, el agua bruta puede filtrarse a través del medio de arena porosa, deteniendo y atrapando la materia orgánica, las bacterias, los virus y los quistes como Giardia y Cryptosporidium. El procedimiento de regeneración de los filtros de arena lentos se denomina raspado y se utiliza para eliminar mecánicamente las partículas secas del filtro. Sin embargo, este proceso también puede realizarse bajo el agua, dependiendo de cada sistema. Otro factor limitante para el agua a tratar es la turbidez, que para los filtros lentos de arena se define como 10 NTU (Unidades de Turbidez Nefelométrica). Los filtros lentos de arena son una buena opción para las operaciones de presupuesto limitado, ya que la filtración no utiliza ningún producto químico y requiere poca o ninguna asistencia mecánica. Sin embargo, debido al continuo crecimiento de la población en las comunidades, los filtros de arena lentos están siendo sustituidos por filtros de arena rápidos, sobre todo debido a la duración del período de funcionamiento.

#### Características de los filtros de arena rápidos y lentos[6]
| Características                | Filtro rápido de arena                   | Filtro de arena lento |
| ------------------------------ | ---------------------------------------- | --------------------- |
| Tasa de filtración [m/h]       | 5–15                                     | 0,08–0,25             |
| Tamaño efectivo del medio [mm] | 0,5–1,2                                  | 0,15–0,30             |
| Profundidad del lecho [m]      | 0,6–1,9                                  | 0,9–1,5               |
| Tiempo de ejecución            | 1–4 días                                 | 1–6 meses             |
| Período de maduración          | 15 min – 2 h                             | Varios días           |
| Método de regeneración         | Retrolavado                              | Raspado               |
| Turbidez máxima del agua cruda | Ilimitado con el pretratamiento adecuado | 10 UNT                |

#### Diseño de filtro de lecho ascendente
El filtro de arena de retrolavado continuo o de flujo ascendente es el régimen de funcionamiento más novedoso. La diferencia más clara con respecto a los anteriores, es que el agua a filtrar se alimenta desde el fondo y el agua filtrada se obtiene en la parte superior. Este flujo inverso permite integrar el proceso de lavado a contracorriente en el proceso de filtración, con lo que se disminuye la cantidad de agua de lavado a utilizar y se reduce el tiempo de limpieza. La carga máxima es de unos 5,4 lps/m2 con una pérdida de carga constante de 0,6 m.

#### Filtros de lecho mixto
Los filtros que tienen diferentes capas filtrantes se denominan filtros de lecho mixto o filtros multimedia. La arena es un material filtrante común, pero la antracita, el carbón activado granular (CAG), el granate y la ilmenita también son materiales filtrantes habituales. La antracita es un material más duro y menos volátil que otros carbones. La ilmenita y el granate son más pesados que la arena. El granate está formado por varios minerales, lo que provoca un color rojo cambiante. La ilmenita es un óxido de hierro y titanio. El CAG puede utilizarse en el proceso de adsorción y filtración al mismo tiempo. Estos materiales pueden utilizarse tanto solos como combinados con otros medios. Pero las capas filtrantes siempre se ordenarán por densidad, los compuestos más pesados se asentarán en el fondo, mientras que los más ligeros se situarán en la parte superior. Las diferentes combinaciones dan una clasificación diferente del filtro y también una porosidad diferente en todo el filtro, lo que se traduce en una caída de presión diferente. Una disposición muy común para estos filtros es la compuesta por: antracita en la parte superior, arena y granate, con un soporte de grava en el fondo. La profundidad de estos filtros suele estar entre 0,6-1 m, por encima de 1 m la pérdida de carga aumenta mucho y por debajo de 0,6 m se reduce el espesor de cada capa filtrante, con lo que se reduce su eficacia. El flujo operativo nominal y la caída de presión están entre 3-7 gpm/ft2 y 3-7 psi. Cuando la caída de presión aumenta por encima de 10 psi, es necesaria una operación de retrolavado, que consiste en invertir el flujo (el agua va hacia arriba) para eliminar las partículas atrapadas en el medio filtrante, y éste saldrá por la parte superior del filtro con el agua de retrolavado. Lo habitual es que el retrolavado sea alrededor de 3 veces el flujo normal de filtrado (debe ser lo suficientemente alto como para levantar el medio filtrante y eliminar las partículas atrapadas en él). El monomedio es un filtro de una sola capa, comúnmente compuesto por arena y hoy en día es reemplazado por una tecnología más nueva. El monomedio de lecho profundo es también un filtro de una capa que consiste en antracita o CAG. El filtro monomedia de lecho profundo se utiliza cuando la calidad del agua es constante y proporciona un mayor tiempo de funcionamiento. Los medios dobles (de dos capas) suelen contener una capa de arena en el fondo y una capa de antracita o CAG en la parte superior. El trimedia o medio mixto es un filtro con tres capas. Los trimedia suelen tener granate o ilmenita en la capa inferior, arena en el medio y antracita en la superior.

### Usos en el tratamiento del agua.
Todos estos métodos se utilizan ampliamente en la industria del agua en todo el mundo. Los tres primeros de la lista anterior requieren el uso de productos químicos floculantes para funcionar eficazmente. Los filtros de arena lentos producen agua de alta calidad sin el uso de auxiliares químicos.
Al pasar el agua floculada a través de un filtro de arena de gravedad rápida, se filtra el flóculo y las partículas atrapadas en él, lo que reduce la cantidad de bacterias y elimina la mayoría de los sólidos. El medio del filtro es arena de diferentes grados. Cuando el sabor y el olor pueden ser un problema (impactos organolépticos), el filtro de arena puede incluir una capa de carbón activado para eliminar dicho sabor y olor.
Los filtros de arena se obstruyen con flóculos o se obstruyen biológicamente después de un período de uso. Los filtros de arena lentos se raspan (véase más arriba), mientras que los filtros de arena rápidos se lavan a contracorriente o a presión para eliminar el flóculo. Esta agua de lavado a contracorriente se introduce en tanques de sedimentación para que el flóculo se asiente y se elimine como material de desecho. El agua sobrenadante se devuelve al proceso de tratamiento o se elimina como corriente de aguas residuales. En algunos países, los lodos pueden utilizarse como acondicionador del suelo. El mantenimiento inadecuado de los filtros ha sido la causa de la contaminación ocasional del agua potable.
Los filtros de arena se utilizan ocasionalmente en el tratamiento de las aguas residuales como etapa final de pulido. En estos filtros la arena atrapa el material residual en suspensión y las bacterias y proporciona una matriz física para la descomposición bacteriana del material nitrogenado, incluyendo el amoníaco y los nitratos, en gas nitrógeno.
Los filtros de arena son uno de los procesos de tratamiento más útiles, ya que el proceso de filtrado (especialmente con la filtración lenta de arena) combina en sí mismo muchas de las funciones de purificación

### Ventajas y limitaciones
Una de las ventajas de los filtros de arena es que son útiles para diferentes aplicaciones. Además, los diferentes tipos de funcionamiento: rápido, lento y de flujo ascendente, permiten cierta flexibilidad para adaptar el método de filtración a las necesidades y requerimientos de los usuarios. Los filtros de arena permiten una alta eficacia en la eliminación de color y microorganismos, y al ser muy sencillos, los costes de funcionamiento son muy bajos. Además, su sencillez facilita la automatización de los procesos, por lo que requieren menos intervención humana.
Las principales limitaciones de esta tecnología estarían relacionadas con la colmatación, es decir, la obstrucción del medio filtrante, que requiere una cantidad importante de agua para realizar la operación de retrolavado y el uso de productos químicos en el pretratamiento. Además, los filtros de arena lentos suelen requerir mayores superficies de terreno en comparación con los de flujo rápido, especialmente si el agua bruta está muy contaminada. Sin embargo, a pesar de estas limitaciones, ofrecen muchas más capacidades y por eso se utilizan ampliamente en la industria.

### Retos en el proceso de solicitud
En el proceso de tratamiento del agua, hay que tener en cuenta ciertos factores que pueden causar graves problemas si no se tratan adecuadamente. Los procesos mencionados anteriormente, como la maduración del filtro y el retrolavado, influyen no sólo en la calidad del agua, sino también en el tiempo necesario para el tratamiento completo. El lavado a contracorriente reduce también el volumen del efluente. Si hay que suministrar cierta cantidad de agua a, por ejemplo, una comunidad, hay que tener en cuenta esta pérdida de agua. Además, los residuos del retrolavado deben tratarse o desecharse adecuadamente. Desde el punto de vista químico, la variación de la calidad del agua bruta y los cambios de temperatura afectan, ya a la entrada de la planta, a la eficacia del proceso de tratamiento.
Los modelos utilizados para la construcción de filtros de arena conllevan una gran incertidumbre. Esto se debe a las suposiciones matemáticas que hay que hacer, como que todos los granos son esféricos. La forma esférica afecta a la interpretación del tamaño, ya que el diámetro es diferente para los granos esféricos y no esféricos. El empaquetamiento de los granos dentro del lecho también depende de la forma de los granos. Esto afecta a la porosidad y al flujo hidráulico.